# Chilacis typhae
Chilacis typhae, auch Rohrkolbenwanze genannt, ist eine Wanze aus der Familie der Artheneidae. Das Artepitheton typhae leitet sich von der Spezialisierung der Art auf Rohrkolben (Typha) ab.

## Merkmale
Die Wanzen werden 3,0 bis 4,8 Millimeter lang und haben einen unbehaarten, glänzend gelblich-braun oder ockerfarbenen und auf der Oberseite stark punktförmig strukturierten Körper. Ihr Kopf und der Thorax sind auf der Unterseite dunkel gefärbt. Charakteristisch für die Art sind am Kopf die Juga, die nahezu die Spitze des Tylus erreichen, wobei letzterer über die Spitze des ersten Fühlergliedes hinaus reicht. Auffällige dunkel gefärbte Gruben trennen den Tylus von den Juga. Das nahezu trapezförmige Pronotum hat hervorstehende, abgeflachte Seitenränder. Das Schildchen (Scutellum) trägt ein blass gefärbtes „V“. Die Nymphen sind blass gelblich-braun mit leicht oranger oder rötlicher Musterung, oder manchmal rötlichen Querbinden am Hinterleib. Sie haben am zwischen dem dritten bis sechsten Tergit am Hinterleib jeweils dorsal Duftdrüsenöffnungen. Die vorderste Öffnung ist zurückgebildet. Die Nymphen haben Ähnlichkeit mit denen der Birkenwanze (Kleidocerys resedae), unterscheiden sich jedoch von C. typhae durch ihren braunen oder nahezu schwarzen Kopf und Pronotum, sowie ihren dunkelroten oder rotbraunen Hinterleib. Außerdem sind die ersten Duftdrüsenöffnungen bei der ähnlichen Art gut entwickelt.

## Vorkommen und Lebensraum
Die Art ist vom Süden Skandinaviens bis in den Norden des Mittelmeergebietes verbreitet und kommt im Westen von den Britischen Inseln, östlich bis nach Zentralasien vor. Sie wurde außerdem nach Nordamerika eingeschleppt. Die Art ist in Mitteleuropa weit verbreitet und meist nicht selten. Chilacis typhae ist überall dort zu finden, wo Rohrkolben (Typha) wachsen.

## Lebensweise
Chilacis typhae lebt an Rohrkolben, wobei sie die meiste Zeit und insbesondere ihre Entwicklung im Inneren der Kolben verbringen, wo sie an unterschiedlich stark entwickelte Samen der Pflanzen saugen. Bewohnt werden sowohl frische, als auch alte Kolben. Nur die Imagines kann man während der Paarungs- und Ausbreitungszeit an der Außenseite der Fruchtstände beobachten. Die Kolben werden mitunter sehr individuenreich bewohnt, so sind etwa 1000 Tiere in einem einzigen Kolben beobachtet worden. Mit den Wanzen besiedelte Kolben zerfallen früher als andere. Man findet sowohl Nymphen, als auch Imagines ganzjährig in unterschiedlicher Anzahl und Entwicklung und auch die Paarung und Eiablage findet zu unterschiedlichen Zeiten statt. Dadurch kann der Jahreszyklus und die Anzahl der auftretenden Generationen pro Jahr nur schwer festgestellt werden. Vermutlich bringt die Art in Mitteleuropa pro Jahr zwei Generationen hervor, wobei die zweite in ungünstigen Jahren unvollständig bleibt und dadurch auch überwinternde Nymphen auftreten. Die Überwinterung erfolgt entweder in den Kolben, oder auch in trockener Streu. Die Weibchen legen ihre Eier sowohl an den Samen, als auch dem Pappus der Rohrkolben ab.

## Belege